# Naxxar
Naxxar [ˈnɐʃːɐr] ist eine Stadt im nordöstlichen Zentrum der Mittelmeerinsel Malta. Sie ist etwa zehn Kilometer von der maltesischen Hauptstadt Valletta entfernt und liegt an der Straße von Sliema nach Mosta. Das Umland liegt in einer für maltesische Verhältnisse fruchtbaren Ebene, die nordwestlich von dem Höhenzug der Victoria Lines begrenzt wird. Der Nachbarort Mosta schließt sich unmittelbar in westlicher Richtung an.
Für die Deutung des Ortsnamens kursieren zwei Versionen. Im Arabischen gibt es ein ähnliches Wort, das mit „teilen um zu trennen“ übersetzt werden kann. Damit ist möglicherweise der geografische Hinweis auf den im Norden Naxxars verlaufenden Höhenzug, der in der Tat die Insel teilt, gemeint. Man kann aber auch der Aussage folgen, dass Naxxar dem Wort „nasra“ abgeleitet ist, das so viel wie „Christentum“ bedeutet und einen Hinweis gibt auf die Vermutung, dass der Apostel Paulus nach seinem Schiffbruch vor Malta in Naxxar gepredigt hat.
Die frühe Besiedlung der Region Naxxar machen die bis zu 60 Zentimeter in den Kalkstein eingegrabenen vermeintlichen Wagenspuren von Triq is-Salina, aus der Bronzezeit deutlich, die nördlich des Ortes zu finden sind. 
Schon 1436 gehört eine Kirche in Naxxar zum Pfarrbezirk des Bischofs De Mello, und sie war bereits damals der Mutter Gottes geweiht. 1575 unterstanden dem Pfarrbezirk Naxxar 36 Kirchen, darunter allein 14 in Naxxar selbst. Die heutige Kirche „Our Lady of Victories“ wurde zwischen 1616 und 1630 erbaut, als für die damals 1.200 Einwohner eine größere Kirche benötigt wurde. Der Bauplan stammt von Tommaso Dingli, einem der besten maltesischen Architekten der damaligen Zeit. 1691 wurden der Chor und die Außenanlagen noch einmal nach einem Entwurf von Lorenzo Gafà, dem Architekten der Kathedrale von Mdina, umgestaltet.

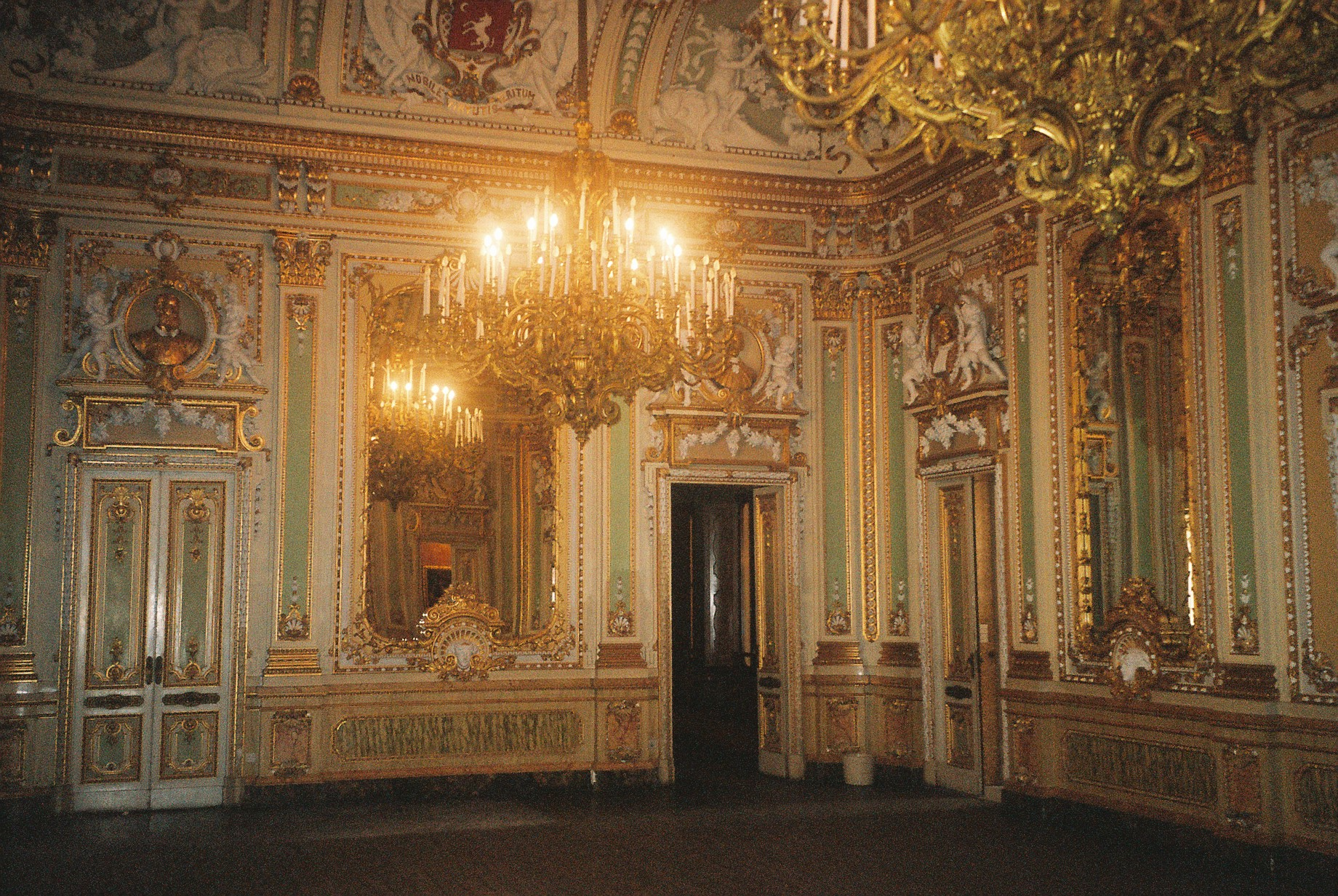
Palazzo Parisio

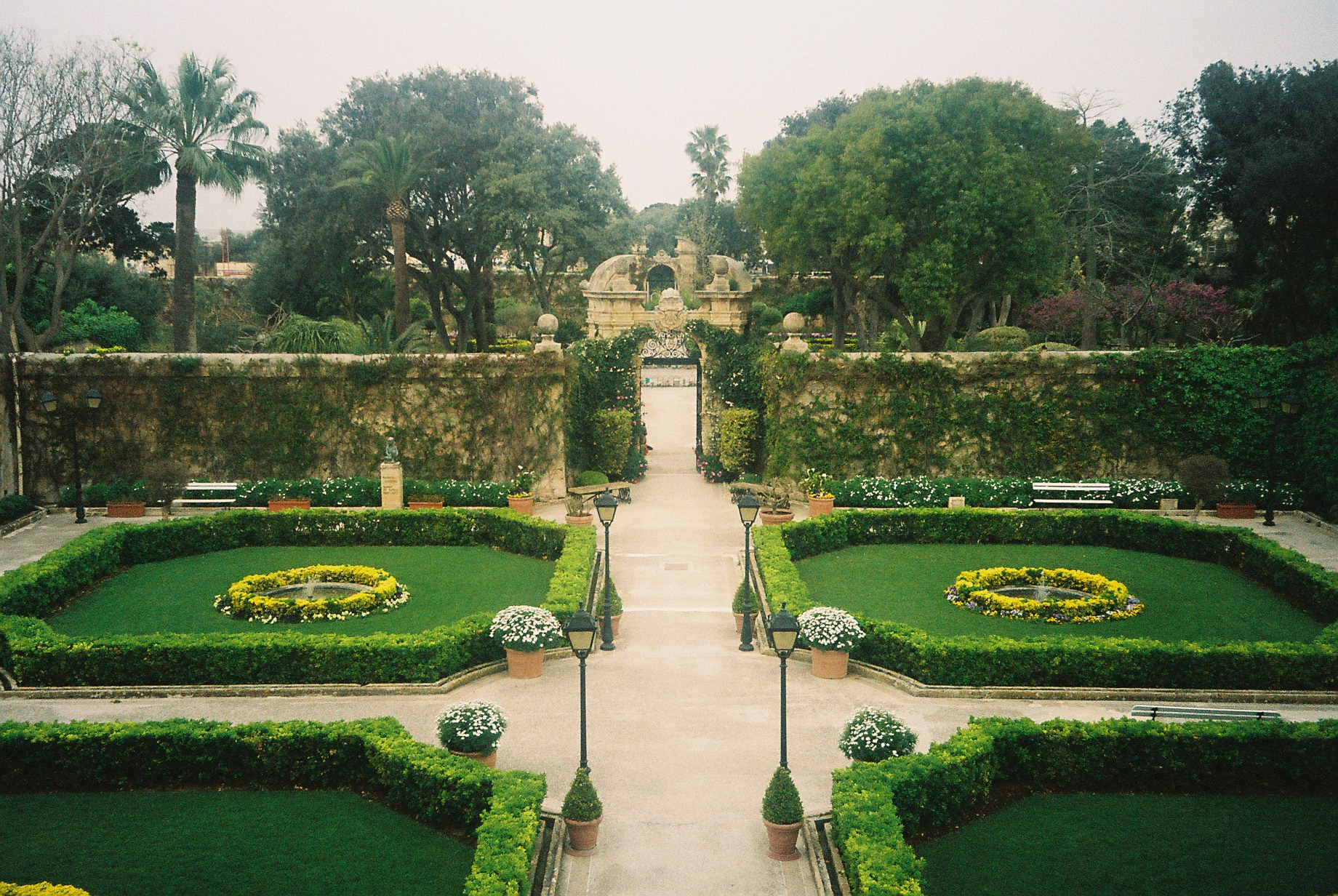
Palastgarten

Ein weiteres bemerkenswertes Gebäude, der Palazzo Parisio, hat seinen Ursprung im 18. Jahrhundert. Zunächst von den Jesuiten als Sommerresidenz genutzt, erwarb der Marquis Giuseppe Scicluna das Grundstück und ließ das Gebäude in den Jahren von 1898 bis 1906 in eine prunkvolle Residenz im italienischen Renaissancestil umbauen. Auch die Inneneinrichtung wurde mit Werken italienischer Künstler ausgestattet. Scicluna ließ außerdem einen für Malta einmaligen barocken Garten mit symmetrischen Rabatten, Springbrunnen und einer Orangerie anlegen. Der Marquis starb bereits 1907 kurz nach der Fertigstellung seiner Residenz, die danach nicht mehr weiter privat genutzt wurde. Die Erben machten das Grundstück der Öffentlichkeit zugänglich. Noch heute ist der Palazzo im Eigentum der Familie Scicluna, die auf Malta eine Bierbrauerei betreibt.
Neben dem Fremdenverkehr ist die jährlich im Juli stattfindende Internationale Handelsmesse (Malta International Trade) zu einem bedeutenden Wirtschaftsfaktor für Naxxar geworden. In Naxxar befindet sich auch die berühmteste Likör-Brauerei Maltas – Zeppi’s. Zeppi’s stellt unter anderem auch Kaktusfeigenlikör (Bajtra) her.

## Söhne und Töchter der Stadt
- Kalcidon Agius (1917–2006), Schriftsteller und Politiker
- Edward Scicluna (* 1946), Politiker und Europaparlamentsabgeordneter
- Mary Spiteri (* 1947), Sängerin
- Ángel Falzón (* 1957), Ordensgeistlicher, Bischof von Comayagua in Honduras
- William Mangion (* 1958), Sänger
- Claudette Buttigieg (* 1968), Sängerin, Fernsehmoderatorin und Politikerin
- Paul Fenech (* 1986), Fußballspieler